# Vulgata de Alejandro Magno

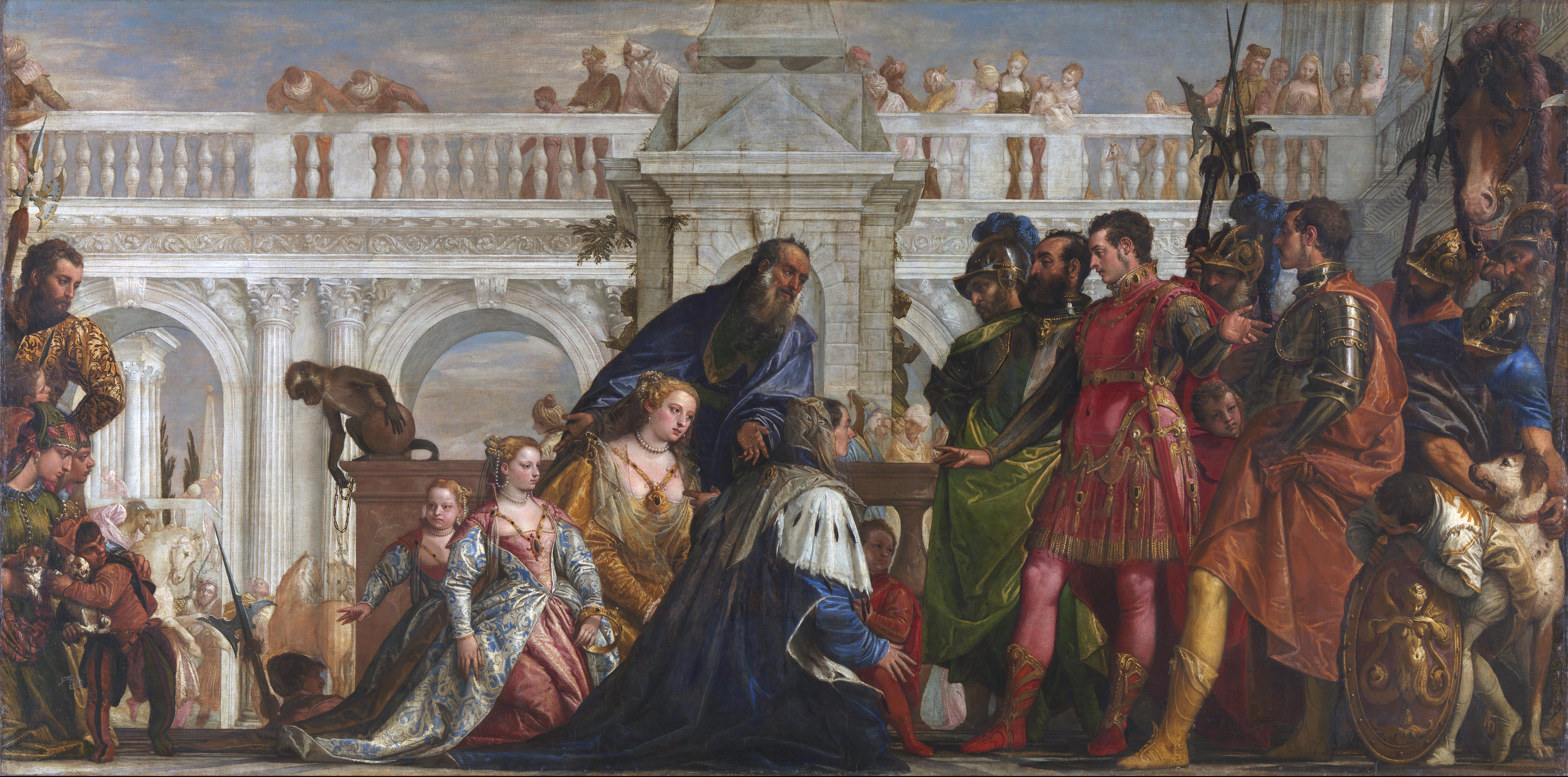
Paolo Veronese, La familia de Darío ante Alejando (1565–1570). Alejandro muestra a Hefestión a Sisigambis: «Él también es Alejandro», la más famosa de las cita de la Vulgata de Alejandro.

La Vulgata de Alejandro Magno (del latín vulgata, ‘vulgar’ en el sentido ‘común’) es la expresión que califica desde el siglo XIX a una tradición histórica que presenta una visión apologética del reinado de Alejandro Magno. Esta tradición que mezcla hechos tangibles y leyendas, procede de Clitarco, contemporáneo de la conquista de Asia, cuya Historia de Alejandro es la fuente común de los historiógrafos antiguos: Diodoro Sículo, Pompeyo Trogo y Quinto Curcio Rufo. Se distingue, pero sin representar una discrepancia absoluta, de la procedente de Arriano y Plutarco, que se inspiraron en las Memorias de Aristóbulo y Ptolomeo.